# Al-Ujun-As-Sakija al-Hamra
Al-Ujun-As-Sakija al-Hamra (arab. ‏العيون - الساقية الحمراء‎; fr. Laâyoune-Sakia El Hamra) – region administracyjny w Maroku, w południowej części kraju, obejmujący część spornego terytorium Sahary Zachodniej. W 2014 roku liczył 368 tysięcy mieszkańców. Siedzibą administracyjną regionu jest Al-Ujun. Został oficjalnie wprowadzony do podziału administracyjnego kraju w 2015 roku, poprzednio był on podzielony między regiony Al-Ujun-Budżdur-Sakija al-Hamra i Kulmim-As-Samara.
Region dzieli się na cztery prowincje:
- Al-Ujun
- Asmara
- Budżdur
- Tarfaja